# Reserva natural de las Hoces del Cabriel
La Reserva natural de las Hoces del Cabriel es una reserva natural situada en el límite oriental de la provincia de Cuenca (Castilla-La Mancha, España) junto a la frontera con la Comunidad Valenciana. Como el río Cabriel ejerce de límite entre ambas comunidades autónomas, la ribera valenciana está protegida bajo la figura de parque natural y recibe el nombre de Parque natural de las Hoces del Cabriel. Desde el 19 de junio de 2019 pertenece a la Reserva de la Biosfera del Valle del Cabriel, declarada por la UNESCO. 
Fue abierto de nuevo tras años de cierre debido a la no renovación de un contrato de las tierras que dan acceso a él además de su explotación parcial como coto de caza.
Hay creada una asociación denominada Valle del Cabriel que comprende 52 pueblos de Albacete, Cuenca, Teruel y Valencia.

## Clima

Los Cuchillos de Contreras y el Puente de Hierro

El parque presenta un clima mediterráneo con una ligera continentalización debido a la altura y lejanía respecto al mar.

## Diversidad

La playa de Venta Contreras

En la reserva son de especial interés los bosques de ribera, estando formados por chopos, sauces y variedades de tamarix. Por otra parte, las paredes rocosas que se encuentran situadas alrededor del cauce del río están cubiertas de un bosque de pino carrasco en el que se encuentran de manera aislada ejemplares de encina y roble valenciano además de otras especies típicamente mediterráneas como pueden ser el lentisco, madroño, boj, romero y sabinares de sabina albar.
La fauna es igualmente variada y abundante. Debido a su explotación como coto de caza aparecen especies cinegéticas de gran porte tales como la cabra montesa y el jabalí y en menor medida ejemplares de ciervo y muflón.
También es significativa la presencia de aves rapaces como el águila perdicera, el águila real y el búho chico.